# 얼터드 카본 (드라마)
드라마 얼터드 카본(Altered Carbon)은 2002년 리처드 K. 모건이 쓴 SF 살인 미스터리 소설인 얼터드 카본을 원작으로하는 오리지널 넷플릭스 제작 드라마 시리즈이다.
회차별로 작가와 감독이 다르다. 시즌2의 4회차는 작가는 김상규(Sang Kyu Kim), 디렉터는 바셋(M. J. Bassett)이다.
시즌1과 시즌2가 넷플릭스(seasons 1–2)에서 방영되었다.

## 플롯
인간의 정신적인 면을 고스란히 모두 담아낼수있는 디지털저장소(Digital Human Freight,DHF)가 개발되어 인간의 정신이 저장과 이동이 가능해진 세상 그리고 신체는 이러한 디지털 저장소를 위한 또다른 저장소로 전락하고 이로 인해서 영생을 살 수 있는 계급과 그렇지못한 계급사회의 세상이 도래한다.
한편 육체는 더 이상 육체만 못하고 온전한 정신도 찾아볼수없게되는 이러한 최악으로 치닫는 샹황으로인해서 아이러니하게도 바로 그러한 디지털 저장소를 만든 장본인인 궬크리스트 팔코너는 자신이 의도한 방향과는 다르게 디지털 저장소가 잘못 사용되고 있다는 신념으로 반란군 엔보이를 조직하고 '디지털 저장소'를 파괴하기 위해 반란군을 이끌게 된다.

## 주요 캐릭터
- 타케시 코바치(Takeshi Kovacs) - 요엘 킨나만(Joel Kinnaman, 시즌 1), 앤서니 매키 (Anthony Mackie ,시즌2), 지혜(Jihae) : 반란군 엔보이의 생존자
- 레일린 가와하라(Reileen Kawahara) - 디천 래크먼(Dichen Lachman) : 타케시 코바치의 여동생
- 퀠크리스트 팔코너 (Quellcrist Falconer) 러네이 엘리스 골즈베리(Renée Elise Goldsberry) : 반란군 사령관, 본명은 나디아 마키타(Nadia Makita), 우주여행으로 좀더 많은 별들을 보고싶어서 디지털저장소를 만들어 이 기술을 공개하지만 이러한 디지털저장소로 인해 생명연장을 얻게 된 인간들이 벌이는 무수한 악행의 피해를 목격하고서는 생명에 제한이 없어지면 인간성을 회복할 수 없다는 신념을 깨닫는다. 결국 자신의 실수를 바로잡기위해 생명연장의 도구인 디지털저장소를 근본적으로 파괴하려고 반란군을 이끌게된다.
- 에드가 포(Edgar Poe) - 크리스 코너(Chris Conner) : 타케시 코바치의 친구이자 동료인 AI

## 스크립트
시즌2:8화 (날개잃은 천사) 중반부 스크립트중 일부
포: 전 죽어가요. 망가진 상태예요. 아무한테도 도움이 안되죠.
코바치: 축하해, 드디어 살아있는게 뭔지 알았네. 우린 다 망가졌어, 포. 그게 제일 인간적인 거야.

## 같이 보기
- 공각기동대